# Gottfried Reinhardt
Gottfried Reinhardt (* 20. März 1913 in Berlin; † 18. Juli 1994 in Los Angeles) war ein österreichisch-amerikanischer Filmproduzent und Filmregisseur.

## Leben und Wirken
Der Sohn des Regisseurs und Theaterunternehmers Max Reinhardt und der Schauspielerin Else Heims besuchte das Französische Gymnasium Berlin. Nach seinem Abitur wurde er Schauspieler und Regisseur am Deutschen Theater, das von seinem Vater geleitet wurde. Am Deutschen Theater inszenierte er die Uraufführung einer Theateradaption von Erich Kästners Pünktchen und Anton.
1932 ging er zu Studienzwecken in die USA, wo er nach der Machtergreifung der Nationalsozialisten blieb. Er wurde Regieassistent von Ernst Lubitsch in Hollywood. Bald darauf band er sich vertraglich als Lektor, Story-Auditor und Produktionsassistent an die Filmfirma MGM. In diesen Funktionen war er an verschiedenen Filmen beteiligt, darunter 1938 Der große Walzer (The Great Waltz).
Seine Position bei MGM erlaubte es ihm auch, zahllosen aus Deutschland geflüchteten Film- und Theaterleuten Jobs in Hollywood zu vermitteln. Viele von ihnen trafen sich im Haus von Berthold und Salka Viertel. Berthold Viertel, der in Deutschland von Max Reinhardt häufig als Regisseur eingesetzt wurde, hatte schon seit 1927 immer wieder Regieaufträge in den USA erhalten, seine Frau war mit Greta Garbo befreundet und arbeitete an den für sie geschriebenen Drehbüchern mit. Berthold und Salka Viertel lebten zwar zusammen, hatten sich aber schon Anfang der Dreißigerjahre persönlich auseinandergelebt.
Aus der Begegnung mit Salka Viertel entstand für Gottfried Reinhardt trotz des Altersunterschiedes von 24 Jahren eine tiefe Beziehung: »Salka und ich haben uns rasch angefreundet, wir haben miteinander gearbeitet und gelebt.« 1943 heiratete er seine Ehefrau Silvia.
Reinhardt, inzwischen amerikanischer Staatsbürger, arbeitete ab 1940 als Produktionsleiter und Produzent. 1941 produzierte er Greta Garbos Filmabschied Die Frau mit den zwei Gesichtern. Er diente dann von 1941 bis 1945 vier Jahre in der Armee, wo er sich nach der Grundausbildung in Neosho (Missouri) in der Nähe von New York mit der Herstellung von politischen Filmen beschäftigte.
1951 gab er sein Regiedebüt mit dem Melodram Geborgtes Glück (Invitation). 1954 kehrte Reinhardt nach Deutschland zurück, wo er Gerhart Hauptmanns Drama Vor Sonnenuntergang mit Hauptdarsteller Hans Albers verfilmte. Dafür erhielt er bei den Berliner Filmfestspielen 1956 den Publikumspreis Goldener Bär. Reinhardts deutsche Filme gehören stilistisch dem zu dieser Zeit gepflegten Bildungsbürgerkino der Adenauer-Ära an.
In der Presse wurde immer wieder erwähnt, Gottfried Reinhardt habe im Schatten seines Vaters gestanden. Dem ist er entgegengetreten:

„Das ist einfach nicht wahr, im Gegenteil. Mein Vater war für mich eine Sonne, und ich hatte diese Sonnenstrahlen sehr gern und hatte keinerlei Schwierigkeiten, der Sohn von Max Reinhardt zu sein.“

## Schriften
- Der Liebhaber / Erinnerungen seines Sohnes Gottfried Reinhardt an Max Reinhardt, München: Droemer Knaur, 1973, ISBN 3-426-05576-7

## Filmografie
- 1940: Comrade X (Produktion)
- 1941: Gefährliche Liebe (Rage in Heaven; Produktion)
- 1941: Die Frau mit den zwei Gesichtern (The Two-Faced Woman; Produktion)
- 1948: Dr. Johnsons Heimkehr (Homecoming) (Ko-Produktion)
- 1948: Command Decision (Koproduktion)
- 1949: Der Spieler (The Great Sinner; Produktion)
- 1949: Big Jack (Produktion)
- 1951: Die rote Tapferkeitsmedaille (The Red Badge of Courage; Produktion)
- 1952: Young Man with Ideas (Produktion)
- 1952: Geborgtes Glück (Invitation; Regie)
- 1953: War es die große Liebe? (The Story of Three Loves; Regie)
- 1954: Verraten (Betrayed; Regie)
- 1956: Vor Sonnenuntergang (Regie)
- 1959: Menschen im Hotel (Regie)
- 1959: Abschied von den Wolken (Regie)
- 1960: Liebling der Götter (Regie)
- 1961: Stadt ohne Mitleid (Town Without Pity) (Regie, Produktion)
- 1961: Jedermann (Regie)
- 1963: Elf Jahre und ein Tag (Regie, Drehbuch)
- 1965: Lage hoffnungslos – aber nicht ernst (Situation Hopeless… But Not Serious; Regie, Produktion)
- 1973: Der große Zauberer – Max Reinhardt (Regie)
- 1974: Im Jagdhaus (Serie Der Kommissar; Regie)
- 1974: Die Geschichte vom Fischer und seiner Frau (Produktion)